# 화성 전지 제조공장 화재
화성 전지 제조공장 화재(Aricell battery factory fire)는 2024년 6월 24일 대한민국 경기도 화성시 서신면에 위치한 1차전지 제조업체 아리셀 공장에서 발생한 화재이다. 60대 남성이 화상을 입고 이송되었으나 숨졌다.
오후 12시 36분에 중대본이 가동되었다.
사망자는 대부분 외국 국적이나 아리셀은 고용허가제에 참여하지 않아 조선족 재외동포와 중국인 결혼이민자, 라오스인 결혼이민자로 확인되었으며, 일용직이 제일 많았다. 이 사고로 23명이 숨지고 8명의 부상자가 발생하였다.

## 수사
경기도남부경찰청은 형사기동대를 중심으로 수사본부를 구성하고 수사에 들어갔다.
고용노동부는 산업안전보건본부에 장관을 본부장으로 하는 중앙산업재해수습본부를 구성하고 중대재해처벌법을 위반했는지  수사에 들어갔다.
6월 25일 오전 10시 30분부터 경찰과 소방당국, 국립과학수사연구원, 고용노동부, 국방부 등 관련 기관이 합동 현장 감식을 진행했다.
고용노동부는 해당 공장에 대해 전체 작업중지 명령을 내리고 공장 관계자 3명,  사고 책임자 5명을 산업안전보건법 및 중대재해처벌법 위반 혐의로 입건하고 출국금지 조치를 내렸다.
외국인에 대한 불법으로 파견받았다는 사실이  밝혀져 논란이 되었다.
품질검사를 조작하여 통과하고 제조공정을 무리하게 가동하면서 비숙련 노동자들을 충분한 교육도 없이 주요 제조공정에 투입하면서 부실한 비상구 설치 등 대피경로 확보 등이 들어나 박순관 아리셀 대표 등 4명에 대해 중대재해처벌법과 산업안전보건법 위반, 업무상과실치사상 등 혐의를 적용, 사전 구속영장을 신청되었다

## 기타
- 주한 중국 대사관은 현장에 영사 인력을 파견하여 상황 파악에 주력하는 한편 화재 희생자를 애도한다는 입장을 밝혔다.[14]
- 경기도[15]와 화성시[16] 홈페이지에서 애도를 위해 로고가 회색이 되었다.

## 갤러리

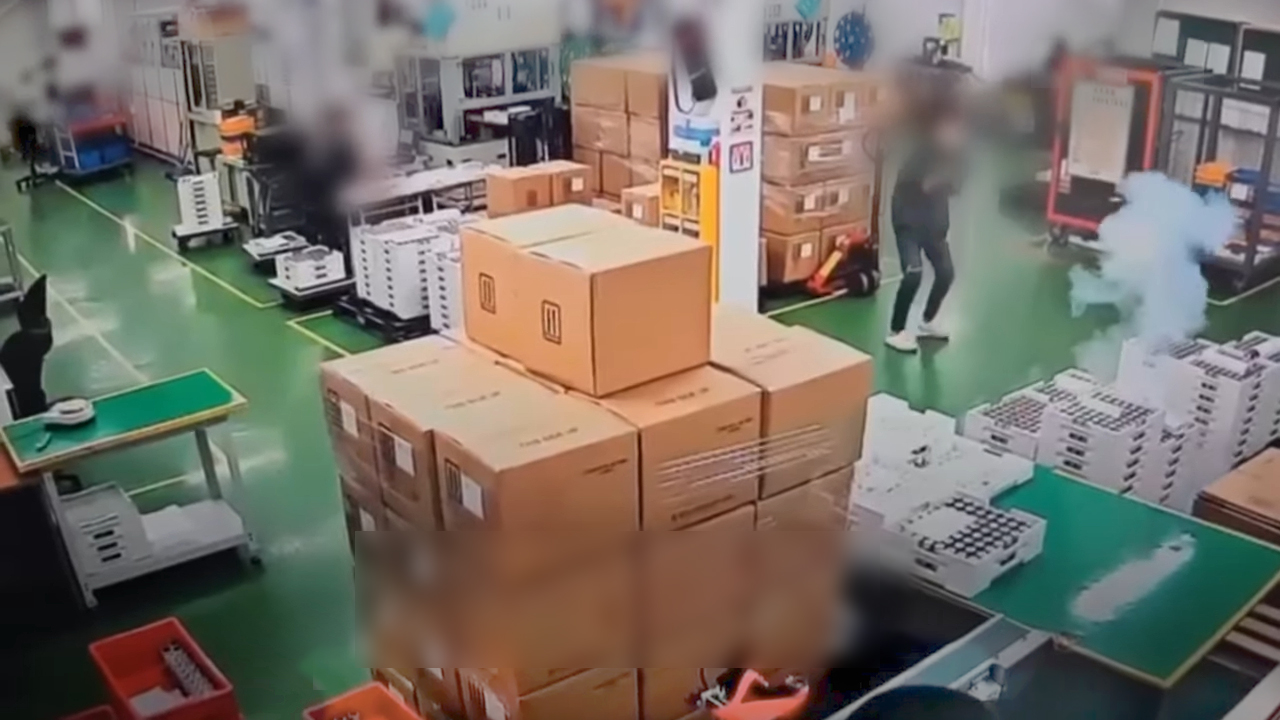
화재의 순간을 보여준 CCTV